# فرودگاه سیکاسو
فرودگاه سیکاسو (به انگلیسی: Sikasso Airport) یک فرودگاه با کد یاتا KSS است . این فرودگاه در شهر سیکاسو کشور مالی قرار دارد .